# Acronia decimaculata
Acronia decimaculata är en skalbaggsart som beskrevs av Schultze 1919. Acronia decimaculata ingår i släktet Acronia och familjen långhorningar.
Artens utbredningsområde är Filippinerna. Inga underarter finns listade i Catalogue of Life.